# Paumaris
Os paumari são um grupo indígena que habitam o sul do estado do Amazonas, mais especificamente as Terras Indígenas Paumari do Lago Manissuã, do Rio Tapauá e do Lago Paricá, no município de Tapauá, e paumari do Lago Marahã, do Rio Ituxi e da Terra Indígena Caititu, no município de Lábrea.
Os paumari habitam os lagos e as margens do médio rio Purus, no sul do estado do Amazonas. Falam uma língua da pequena família arauá. São hoje mais de mil pessoas, que vivem em três grandes áreas do médio Purus. Cerca de 1000 habitam a região do Lago Marahã, uma centena vive nas margens do Rio Ituxi e 300 pessoas aproximadamente vivem nos lagos do rio Tapauá e Cuniua, afluentes do lado esquerdo do rio Purus. Os paumari dessas três regiões falam variações da mesma língua. No cotidiano, usam frequentemente o português (jara athini), associando geralmente estruturas frasais em português e vocabulário paumari formando uma sorte de ‘pidgin’, ininteligível para aqueles que não dominam a língua paumari. Vivem principalmente da pesca e plantam roçados pequenos onde cultivam várias espécies vegetais, mas principalmente mandioca, cará e bananas. Costumam coletar frutas no mato, variando a dieta em função da época do ano. Possuem técnicas de pesca muito variadas e sofisticadas, especializando-se na pesca de peixes de couro, e antigamente também de quelônios e peixe-boi. Também costumam plantar nas praias, durante o verão amazônico, e comercializam boa parte dessa produção com os regatões ou comerciantes em Lábrea.